# Pârteștii de Jos
Pârteștii de Jos – wieś w Rumunii, w okręgu Suczawa, w gminie Pârteștii de Jos. W 2011 roku liczyła 1945 mieszkańców. 